# Henri Batiffol
Henri Batiffol (* 16. Februar 1905 in Paris; † 20. November 1989 ebenda) war ein französischer Rechtswissenschaftler.

## Leben
Batiffol wurde am 16. Februar 1905 in Paris geboren. Er wuchs als Sohn eines Historikers in einem katholisch geprägten Umfeld auf. Trotz der politisch aufgeheizten Lage, hielt ihn sein Vater zum Erlernen der deutschen Sprache an («Il n’y a pas de travail scientifique sans connaissance de l’allemand»). Er studierte in Paris Rechtswissenschaften und Philosophie. Er beschäftigte sich wissenschaftlich zunächst mit Zivilrecht und Internationalem Privatrecht. 1929 promovierte er mit der Arbeit La capacité de étrangers en France, Influence de la loi française unter Julliot de la Morandière.
Er lehrte ab 1931, ab 1935 als Professor, an der Universität Lille zunächst Zivilrecht, ab 1938 auch Internationales Privatrecht. 1935/36 forschte er als Stipendiat der Rockefeller-Stiftung an der Harvard University, der Northwestern University, der University of Chicago und der University of California, Berkeley in den USA, 1937 am Kaiser-Wilhelm-Institut für ausländisches und Internationales Privatrecht in Berlin. Von 1947 bis 1950 war er Dekan. 1950 kehrte er nach Paris zurück, wo er Internationales Privatrecht und ab 1960 auch Rechtsphilosophie lehrte. Seit 1951 gehörte er der Haager Konferenz für Internationales Privatrecht an.

## Werk
Batiffols Aufmerksamkeit galt zunächst dem Zivilrecht und Internationalen Privatrecht. 1929 promovierte er mit der Arbeit La capacité des étrangers en France, Influence de la loi française unter Julliot de la Morandière. Er veröffentlichte zunächst zu verschiedenen privatrechtlichen Themenkomplexen. 1938 erschien eine erste größere Abhandlung zum Internationalen Privatrecht (Les conflits de lois en matière de contrats, Etude de droit international privé comparé (1938)). 1949 erschien erstmals Batiffols Werk Traité élémentaire de droit international privé, das bis heute das Standardwerk schlechthin in Frankreich ist und in weiten Teilen die (in Frankreich fehlende) gesetzliche Regelung des Internationalen Privatrechts ersetzt. Es wurde für seine logische Abstraktion bei Beachtung der konkreten Rechtsfälle weithin überaus positiv aufgenommen.
Ab 1950 galt sein Interesse fast ausschließlich dem Kollisionsrecht und der Rechtsphilosophie. 1956 veröffentlichte er eine rechtsphilosophische Arbeit Aspects philosophiques du droit international privé, 1960 folge in der Reihe Que sais-je ? La philosophie du droit. Batiffol ist in seinem rechtsphilosophischen Denken thomistisch geprägt. Weitere Einflüsse auf ihn gehen von Aristoteles, Alfred Verdroß-Droßberg und Michel Villey.
Er war Herausgeber der Revue critique de droit international privé.

## Ehrungen
- Ritter der Ehrenlegion
- 1965: Ehrendoktor der Universität Wien
- 1965: Ehrendoktor der Rechtswissenschaftlichen Fakultät der Universität zu Köln

## Veröffentlichungen
- La capacité de étrangers en France, Influence de la loi française (1929).
- Les conflits de lois en matière de contrats, Etude de droit international privé comparé (1938).
- Traité élémentaire de droit international privé (1949). Ab der 5. Auflage zusammen mit Paul Lagarde in zwei Bänden unter dem Titel Droit international privé.
- Aspects philosophiques du droit international privé (1956).
- La philosophie du droit (1960).
- Problèmes de base de philosophie de droit (1979).